# Yesenia (telenovela de 1987)
Yesenia es una telenovela mexicana producida por Irene Sabido para la cadena Televisa en 1987. Fue protagonizada por Ofelia Guilmáin, Rafael Baledón, Norma Herrera y Adela Noriega en su gran lanzamiento  junto a Luis Uribe. Se trata de la segunda adaptación para televisión de la historieta homónima de Yolanda Vargas Dulché.

## Argumento
Yesenia es una hermosa joven gitana que vive diversas situaciones en un camino sin rumbo fijo en compañía de su caravana. En uno de sus tantos paseos, conoce al militar Osvaldo Moncada y se enamoran. Ahora tendrán que demostrar que su amor es más fuerte que las diferencias y los prejuicios sociales que los separan, como la oposición de Rashay, el patriarca de los gitanos, quien se opone a la relación porque el joven militar no pertenece a la tribu gitana.
Magenta es la madre de Yesenia. Ella guarda un secreto: Yesenia no es su verdadera hija, ya que recién nacida se la regaló un importante señor millonario con la condición de que se la llevara lejos. Él es Julio, quien vive con su esposa Amparo y cuya hija, Marisela, quedó embarazada sin estar casada y él para evitar el escándalo regaló a la criatura.
Posteriormente Marisela tuvo otra hija, Luisita, quien está enferma del corazón. Ella se compromete con Osvaldo después de que él pierde contacto con Yesenia. A Osvaldo lo habían mandado a una misión, ella prometió esperarlo y él volver por ella. Sin embargo, por desafortunados incidentes no se volvieron a ver.
Yesenia, deprimida, se compromete con Bardo, un gitano de la caravana que siempre ha estado enamorado de ella, pero su amor no es correspondido. Luisita descubre que tiene una media hermana y que es Yesenia, el verdadero amor de Osvaldo. Así mismo Marisela descubre que la gitana es su hija mayor y la reconoce como tal. Finalmente Luisita ya muy enferma descubre que Osvaldo sólo ama a Yesenia y les deja el camino libre para que puedan amarse libremente.

## Elenco
- Adela Noriega - Yesenia Flores
- Luis Uribe - Osvaldo Moncada
- Ofelia Guilmáin - Magenta
- Rafael Baledón - Don Julio
- Norma Herrera - Marisela
- Marisa De Lille - Luisita
- Rosario Gálvez - Amparo
- Raúl Román - Bardo
- Mónica Miguel - Trifenia
- Tony Carbajal - Ramón
- Juan Carlos Bonet
- Noé Murayama - El Patriarca Rashay
- Héctor Téllez - Marko
- Patricia Bernal - Orlanda
- José Ángel García - Ernesto
- Martha Zamora - Doña Casilda
- Fabián - Luis
- Rosario Zúñiga
- Martha Papadimitrioli

## Premios

### Premios TVyNovelas
| Categoría          | Nominada      | Resultado |
| ------------------ | ------------- | --------- |
| Mejor actriz joven | Adela Noriega | Nominada  |

## Versiones

### Historieta
- Zorina, historieta publicada en la revista Pepín en 1942.
- Cruz Gitana, historieta publicada en la revista Pepín en 1957.
- Yesenia, historieta publicada en la revista Lágrimas, risas y amor en 1965 y relanzada en 1980.

### Televisión
- Yesenia, telenovela realizada en 1970 y protagonizada por Fanny Cano y Jorge Lavat.

### Cine
- Zorina, película realizada en 1949 y protagonizada por Leonora Amar y Rafael Baledón.
- Yesenia, película realizada en 1971 y protagonizada por Jacqueline Andere y Jorge Lavat.